# مرتجى قريريص
مرتجى قريريص (من مواليد 24 أكتوبر/تشرين الأول 2000) هو فتى سعودي اعتقلتهُ السلطات السعودية في أيلول/سبتمبر من عام 2014 عندما كان عمره 13 عامًا، وذلكَ بسبب مشاركته في مسيرة بالدراجات الهوائية ضمنَ احتجاجات تطالب بحقوق الإنسان، وكان عمره وقتها عشر سنوات. تَعتبره المنظمات الحقوقية «أصغر مُعتَقل سعودي»؛ ووفقًا لصحيفة الجارديان فقد أمضى قريريص مدة في زنزانة انفرادية أثناء اعتقاله. لم تَكشف السلطات السعودية أي تفاصيل عنه حتى الآن. فيما طلبت النيابة العامة السعودية الحكم على مرتجى قريريص بالإعدام، على خلفية اتهامات سياسية وُجّهت له منها «الانضمام إلى مجموعة إرهابية» و«ارتكاب أعمال عنف وشغب ضد المنشآت الحكومية». شعرت منظمة العفو الدولية بالقلق إزاء قضية قريريص وطالبت السلطات السعودية بعدم استخدام عقوبة الإعدام بحقه وبحق شباب آخرين قُبض عليهم قبل خمس سنوات.

## خلفية
حسبَ منظمة العفو الدولية؛ فإنّ المملكة العربية السعودية من بينِ أكبر خمس دولٍ في العالم في تنفيذِ عمليات الإعدام حيثُ أقدمت الحكومة السعودية على إعدام 139 شخصًا على الأقل في عام 2018 وحده وبحلول نيسان/أبريل 2019؛ أُعدمَ النظام السعودي من جديد 37 شخصًا دُفعةً واحدة على خلفيّة تُهمٍ متعلّقة بالإرهاب وتمتّ عمليّات الإعدام في كل من الرياض، منطقة القصيم والمنطقة الشرقية التي تُعدّ موطنًا للأقلية الشيعية فِي البلاد.
رداً على استفسارٍ من مفوض الأمم المتحدة السامي لحقوق الإنسان في عام 2017؛ ذكرت الحكومة السعودية أن عقوبة الإعدام «لا يُمكن الإقرار بها إلا في «الجرائم الخطِرة» كما تخضعُ لضوابط صارمة». غالبًا ما يتمّ إدانة عمليات الإعدام السعودية من قِبل الأمم المتحدة ومُختلف الجماعات المُستقلّة الناشطة في مجال حقوق الإنسان بل طالبت منظمة ريبريف بمحاسبة ولي العهد محمد بن سلمان على خلفيّة ما حصل ويحصلُ في البلاد من عمليات إعدام في حقّ مُعارضين وناشطين وسياسيين وغيرهم منذُ عام 2017.
حسبَ تقرير المنظمة الأوروبية السعودية لحقوق الإنسان – وهي منظمة حقوقيّة خارج السعودية – فإنّ مرتجى ينتمي للأقلية الشيعية في البلاد؛ أما سي إن إن فقد ذكرت أنه في حال ما أقدمت الرياض على إعدام قريريص فسيكون رابع سجين يُعدم في عام 2019 على خلفيّة «جرائم» يُزعم أنها ارتُكبت قبل سن الثامنة عشر.
تقولُ منظمة العفو الدولية أن السلطات السعودية تَستخدم عقوبة الإعدام «كسلاح لسحقِ المعارضة السياسية»، وقد تابعت المنظمة قضية مرتجى منذُ سجنه قبلَ خمس سنوات حيثُ وجدت أنه سُجن انفراديًا لفترةٍ من الفترات فضلًا عن تعرضه للتعذيب لمدة شهر خِلال الأيّام الأولى من اعتقاله.
الجدير بالذكرِ هنا أنّ الحكومة السعودية قد أعدمت ما لا يقل عن 110 شخصًا منذ بداية عام 2019؛ بما في ذلك إعدام 37 شخصًا في نيسان/أبريل في أكبر عملية إعدام جماعي في المملكة العربية السعودية منذ عام 2016. ووفقًا للتقرير العالمي الصادر عن منظمة هيومن رايتس ووتش في 2019؛ فقد أعدمت المملكة العربية السعودية 139 شخصًا ما بينَ 2018-19 مُعظمهم اتُهموا بارتكاب جرائم قتل أو التورط في قضايا مخدرات أو اتهامهم «بالإرهاب» مُباشرة.

## الاعتقال
اعتُقل مرتجى قريريص في سنّ الثالثة عشر بتهمِ ارتكاب «جرائم»
. اتُهم بدايةً بالمشاركة في الاحتجاجات المناهضة للحكومة عام 2011 كما اتهمتهُ السلطات الأمنيّة بإلقاءِ زجاجات حارقة على مركز للشرطة بعد أن قُتل شقيقه على يدِ القوات السعودية في احتجاجِ عام 2011. عقبَ انتشار خبر احتماليّة إعدام مرتجى؛ نشرت شبكة سي إن إن الأمريكية شريط فيديو مُصوّر ظهرَ فيه قريريص وهو يقودُ مجموعة من الأطفال في مظاهرة على عددٍ من الدراجات الهوائيّة في عام 2011. حسبَ تقرير سي إن إن أيضًا؛ فإنّ مرتجى نفى كل التهم الموجّهة له مؤكدًا على أنه أُجبر على التوقيعِ على اعترافات تحتَ التعذيب. أصبحَ مرتجى أصغر سجين سياسي في تاريخ المملكة العربية السعودية عندَ إلقاء القبض عليه؛ فيما قالت منظمة العفو الدولية أنه تم نقل قريريص إلى سجن المباحث العامّة في الدمام – وهو سجنٌ مخصّص للبالغين – حينما كان يبلغُ من العمر ستة عشر سنة.
وُلد قريريص لعائلة من الناشطين السياسيين في محافظة القطيف وصارَ «ناشطًا سياسيًا» هو الآخر عام 2011 وهو نفس العام الذي قُتل فيه شقيقه علي قريريص على يدِ قوات الأمن. اعتقلت شرطة الحدود السعودية مرتجى قريريص أثناء سفره مع عائلته إلى البحرين في عام 2014؛ وقالت منظمة العفو الدولية أن قريريص قد مُنع من الاتصال بأيّ محامٍ فيما قالت السلطات السعودية إنّها ستعقدُ جلسة محاكمتهِ في آب/أغسطس من عام 2018. عُقدت أول جلسة له في المحكمة الجزائيّة المُتخصّصة وبعدها سرت شائعات حول نيّة الرياض إعدام مرتجى ما يُشكّل خرقًا للقانون الدولي الذي يمنعُ فرض عقوبة الإعدام على الأشخاص الذين تقلّ أعمارهم عن 18 سنة. في السياق ذاته؛ قالت لين معلوف مديرة البحوث في منظمة العفو الدولية في الشرق الأوسط قالت أن المملكة العربية السعودية قد تحكمُ بإعدام الطفل حتى لو كان قاصرًا، فيما قالت المنظمة السعودية الأوروبية لحقوق الإنسان إن مكتب المدعي العام السعودي قد اتهم قريريص بالمشاركة في الاحتجاجات المناهضة للحكومة السعودية وحكمَ عليه بالإعدام.

## ردود الفعل
رفضت سفارة المملكة العربية السعودية في واشنطن العاصمة التعليق على قضية قريريص أمّا لين معلوف فقالت: «يجبُ على المجتمع الدولي أن يتخذ موقفًا علنيًا بشأن هذه الحالات ويُطالب السلطات السعودية بوضع حد لاستخدامها لعقوبة الإعدام» فيما قالت مايا فوا مديرة منظمة ريبريف: «إن إعدام الأطفال محظورٌ بموجب القانون الدولي لكن الحكومة السعودية تحاول إظهار إفلاتها من العقاب للعالم من خلال قطع رؤوس السجناء والناس.»